# Bokbåt

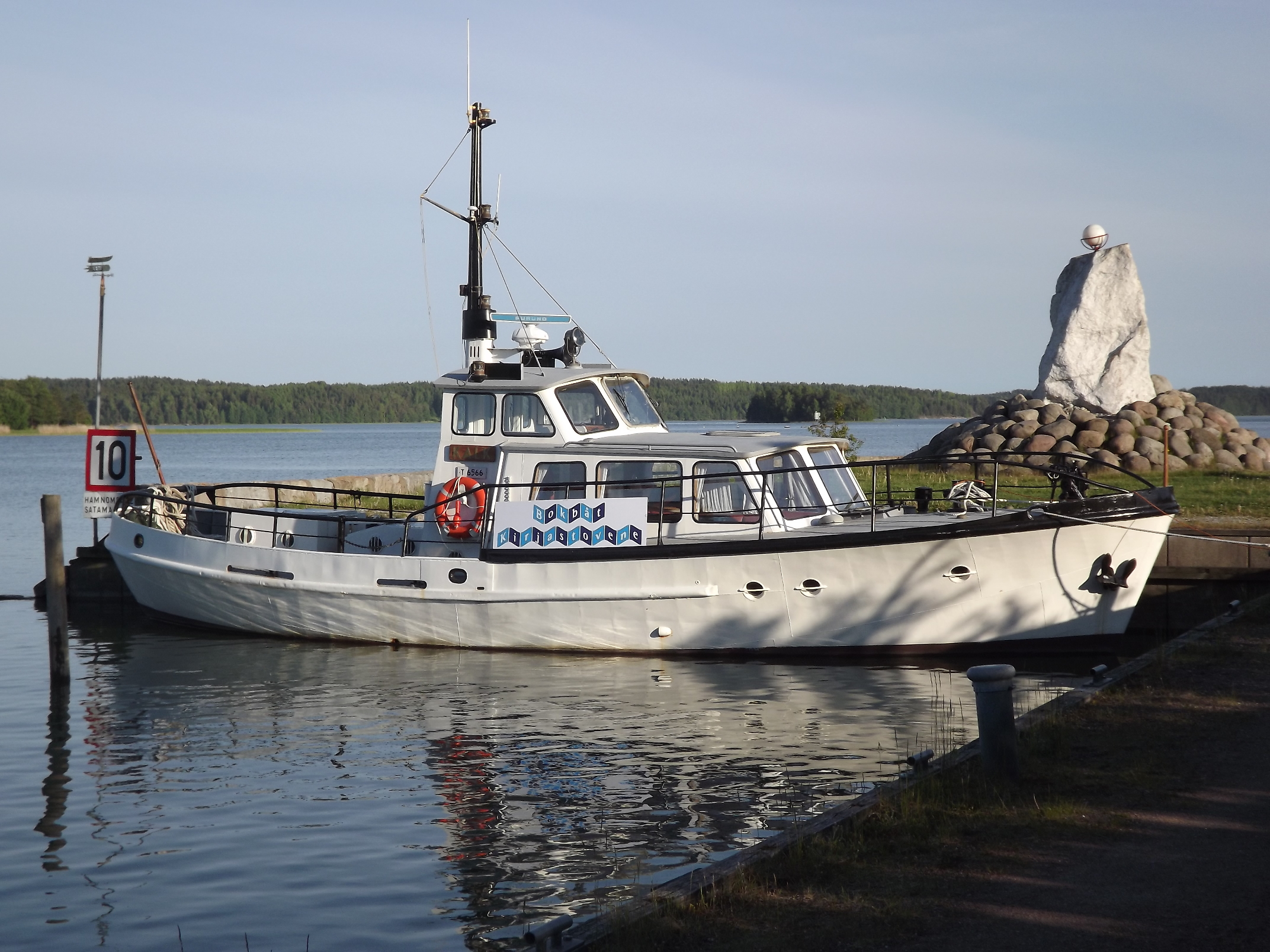
Bokbåten Kalk i Pargas 2012.

En bokbåt är ett flytande bibliotek som besöker kunder på samma sätt som en bokbuss.
Sedan 1953 besöker en bokbåt ett antal öar i Stockholms skärgård, från Arholma i norr till Utö i söder, under fem dagar varje vår och höst. Man har använt olika fartyg genom åren, senast Rödlöga,  som på några timmar förvandlas till ett bibliotek med fyllda bokhyllor och bibliotekarier. Böckerna lånas inte ut till enskilda personer utan till hela ön och lånetiden är sex månader. Bokbåten lånar ut omkring 3 700 böcker varje år.
Pargas i Finland hade från 1976 till 2014 en bokbåt som varje sommar, från maj till september,  besökte öar i Pargas södra skärgård. Den var en del av Pargas stadsbiblioteks verksamhet men lades ned av ekonomiska skäl. Under 
de 38 år verksamheten pågick anlitades fem olika båtar, varav den senaste Kalk tillhörde  Finlands Sjöräddningssällskap.
Bokbåten Epos är en specialbyggd bokbåt som var i drift i kommunal regi från 1963 till 2020 i fylkena Møre og Romsdal, Hordaland och Sogn og Fjordane i Norge. Verksamheten började 1959 med en inhyrd båt som besökte mindre samhällen längs fjordarna och på öarna på Vestlandet två gånger om året. Efter nedläggningen 2020 övergick driften av bokbåten i privat regi.

## Exempel på bokbåtar i andra länder
I Laos betjäner två långbåtar skolor utmed Mekongfloden som stannar över natten i olika byar. Skolbarnen kan välja mellan mer än 1 000 böcker som de kan  läsa ombord eller låna över natten. Bokbåtarna levererar också kassar med böcker till utvalda skolor och byter ut böckerna med jämna mellanrum.
På västra Sulawesi i Indonesien seglar sedan 2015 journalist Muhammad Ridwan Alimuddin till avlägsna  samhällen med mer än 4 000 böcker och serietidningar från sitt privata bibliotek så ofta som hans ekonomi tillåter.
I Västbengalen i Indien finns sedan 2021 ett flytande bibliotek och en bokhandel på Huglifloden. Det inriktar sig mot yngre läsare och har mer än 500 böcker på hindi, engelska och bengali ombord.